# Franz Wagner (rzeźbiarz)
Franz Wagner (ur. 6 marca 1887 w Kłodzku, zm. 21 kwietnia 1942 w Bystrzycy Kłodzkiej) – niemiecki rzeźbiarz.
Franz Joseph Wagner podstawowe wykształcenie zawodowe zdobywał w warsztacie snycerza, stolarza i rzeźbiarza Aloisa Schmidta (1855−1939) w Lądku-Zdroju, następnie  ukończył Szkoła Snycerstwa (niem. Holzschnitschule) w Cieplicach Śląskich–Zdroju w klasie Cirilla Dell’Antonio. Gdy miał dziewiętnaście lat otrzymał stypendium Wrocławskiej Izby Rzemieślniczej. W 1922 poślubił Martę Speldrichi (zm. 1938) i z żoną zamieszkał w Kłodzku przy ul. Korfantego 11 (niem. Fischerstrasse). W 1940 ożenił się z pielęgniarką dziecięcą Hedwigą Marią Anną Mann. W ciągu swojego 55-letniego życia wyrzeźbił dziesiątki dzieł w drewnie i w kamieniu w swojej pracowni rzeźbiarskiej w Kłodzku. Jego prace znajdują się w kościołach, kaplicach, na cmentarzach i kamienicach Kłodzka, Nowej Rudy, Nowej Wsi Kłodzkiej, Sokolca, Wambierzyc i wielu innych miejscowości hrabstwa kłodzkiego. Na przykład dla kościoła pw. św. Mikołaja w Nowej Rudzie w latach 1890-1895  wykonał rzeźby śś. Mateusza, Tadeusza, Tomasza i Szymona. Zmarł w wyniku pooperacyjnego zapalenia płuc w szpitalu (niem. Maria Hilf) w Bystrzycy Kłodzkiej i został pochowany na cmentarzu komunalnym w Kłodzku.
31 stycznia 2024 w Muzeum Ziemi Kłodzkiej w Kłodzku odbyła się promocja dwujęzycznej (polsko-niemieckiej) książki Joanny Jakubowicz pt. Franz Wagner (1887-1942) kłodzki rzeźbiarz.

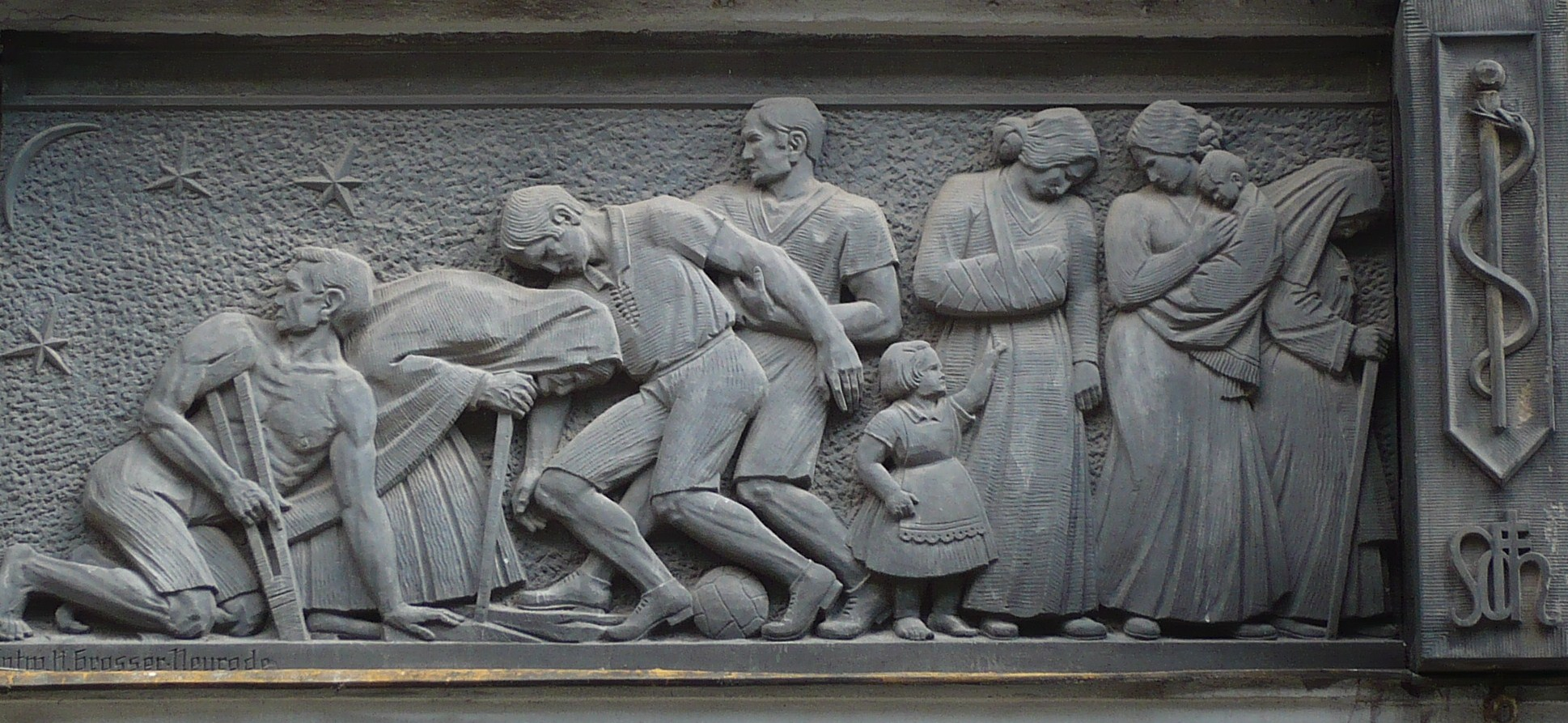
Płaskorzeźba  w Nowej Rudzie
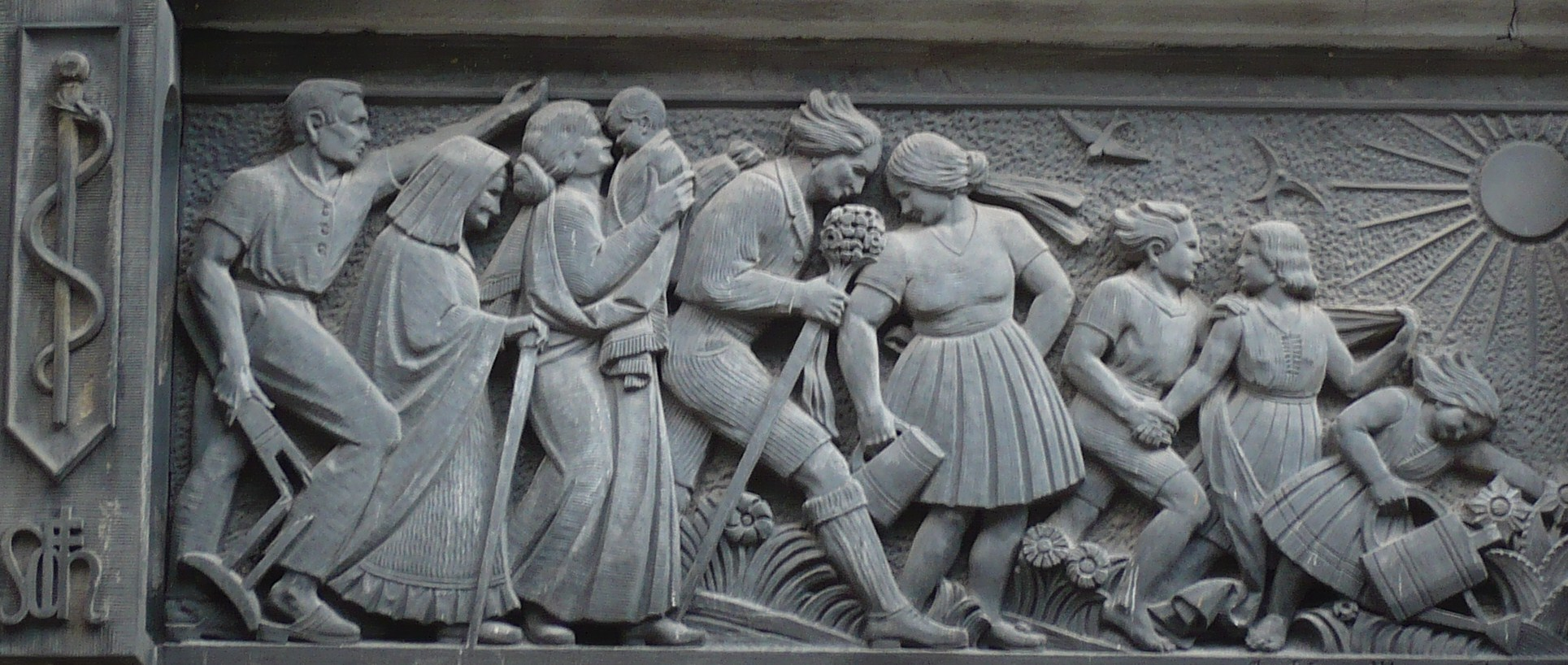
Płaskorzeźba  w Nowej Rudzie
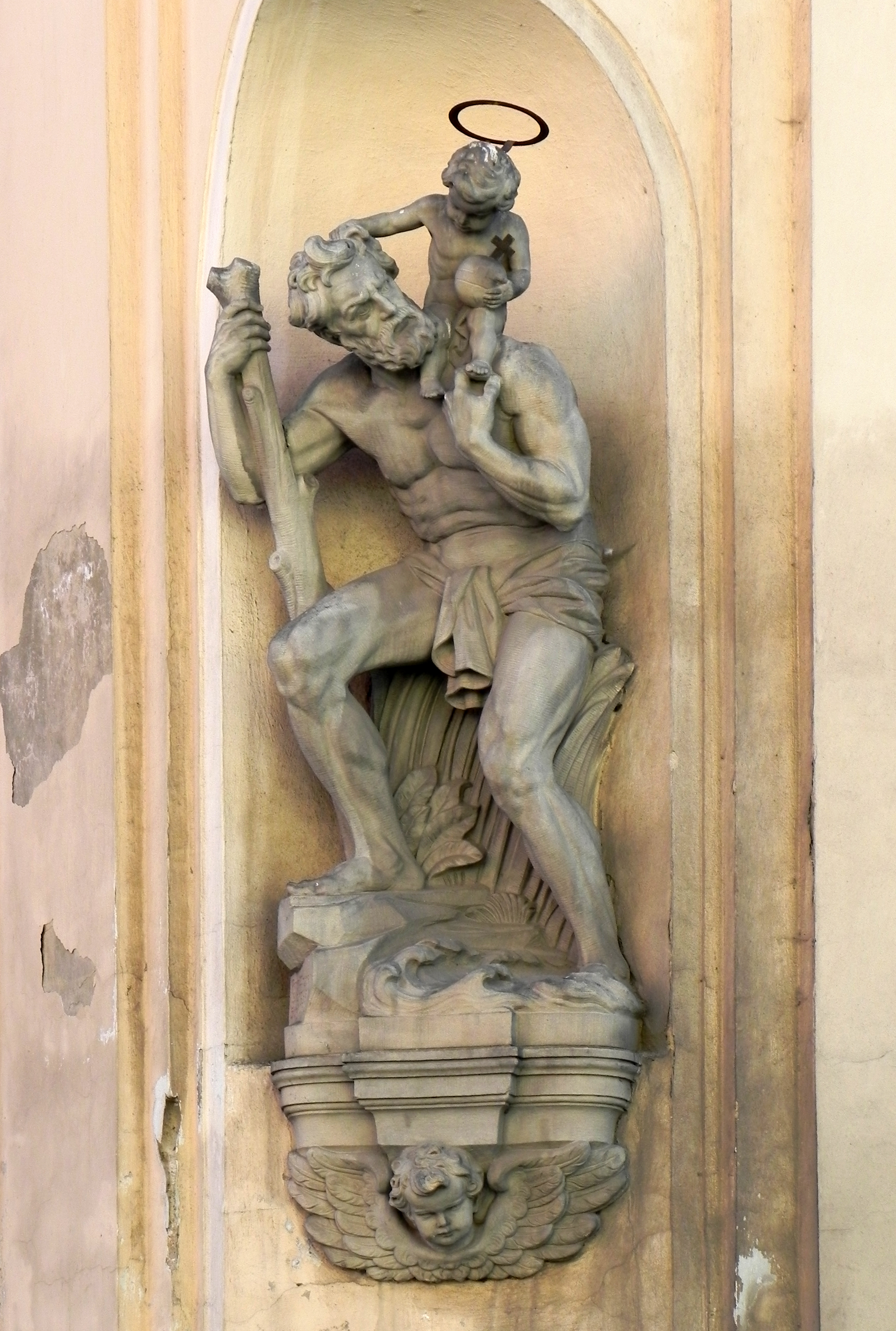
Św. Krzysztof w Kłodzku
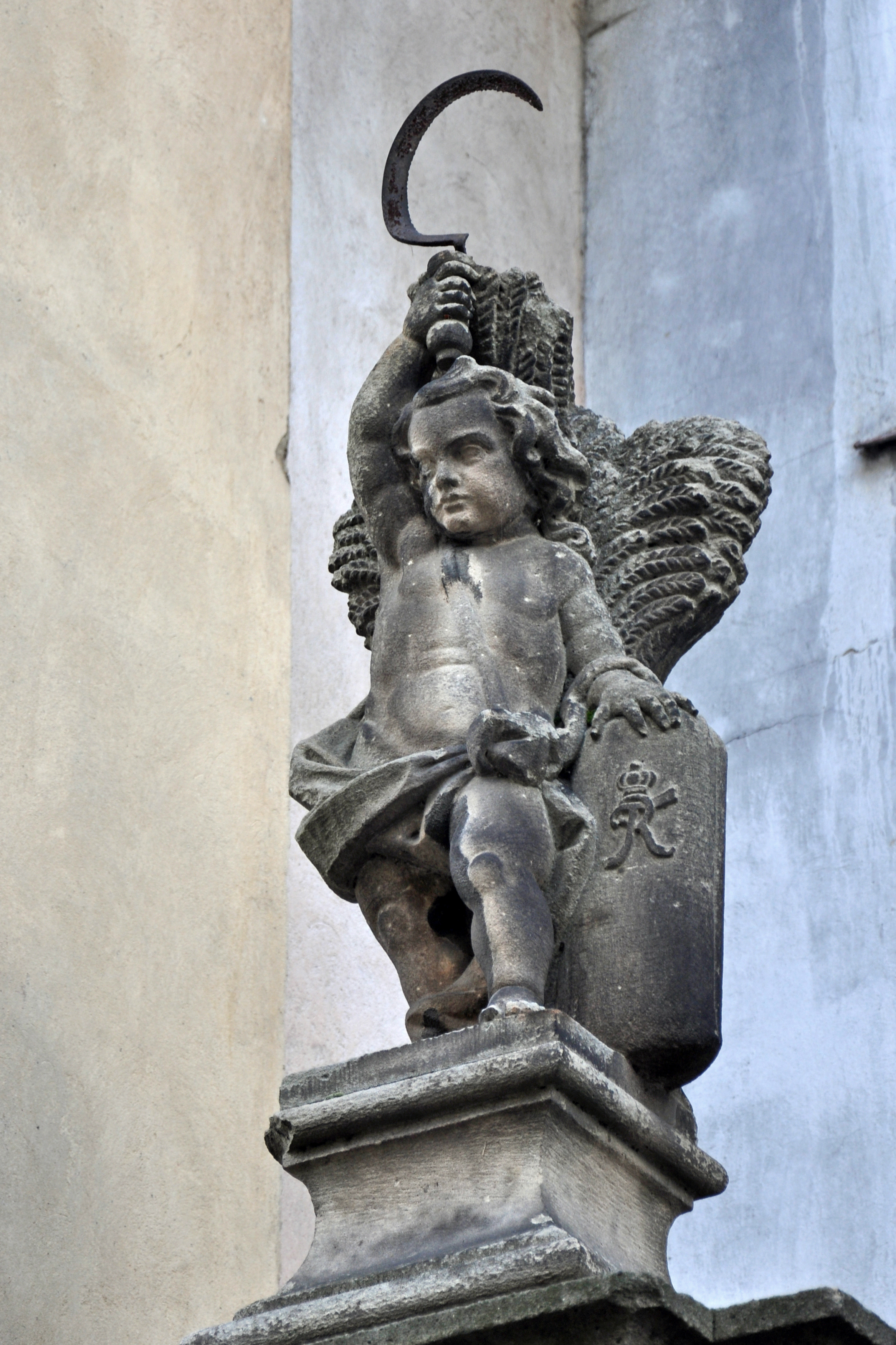
Putto w Kłodzku
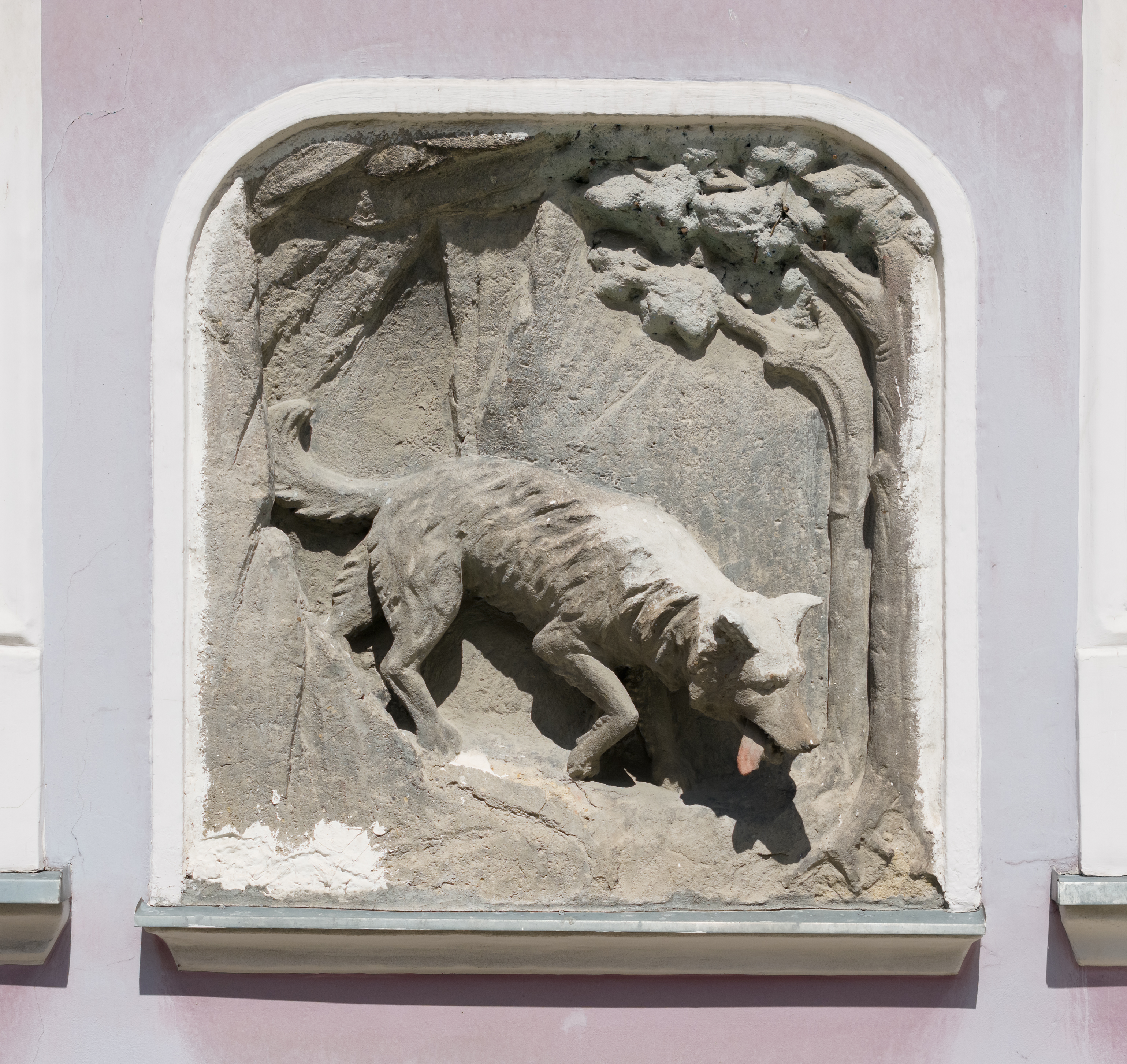
Wilk w Kłodzku
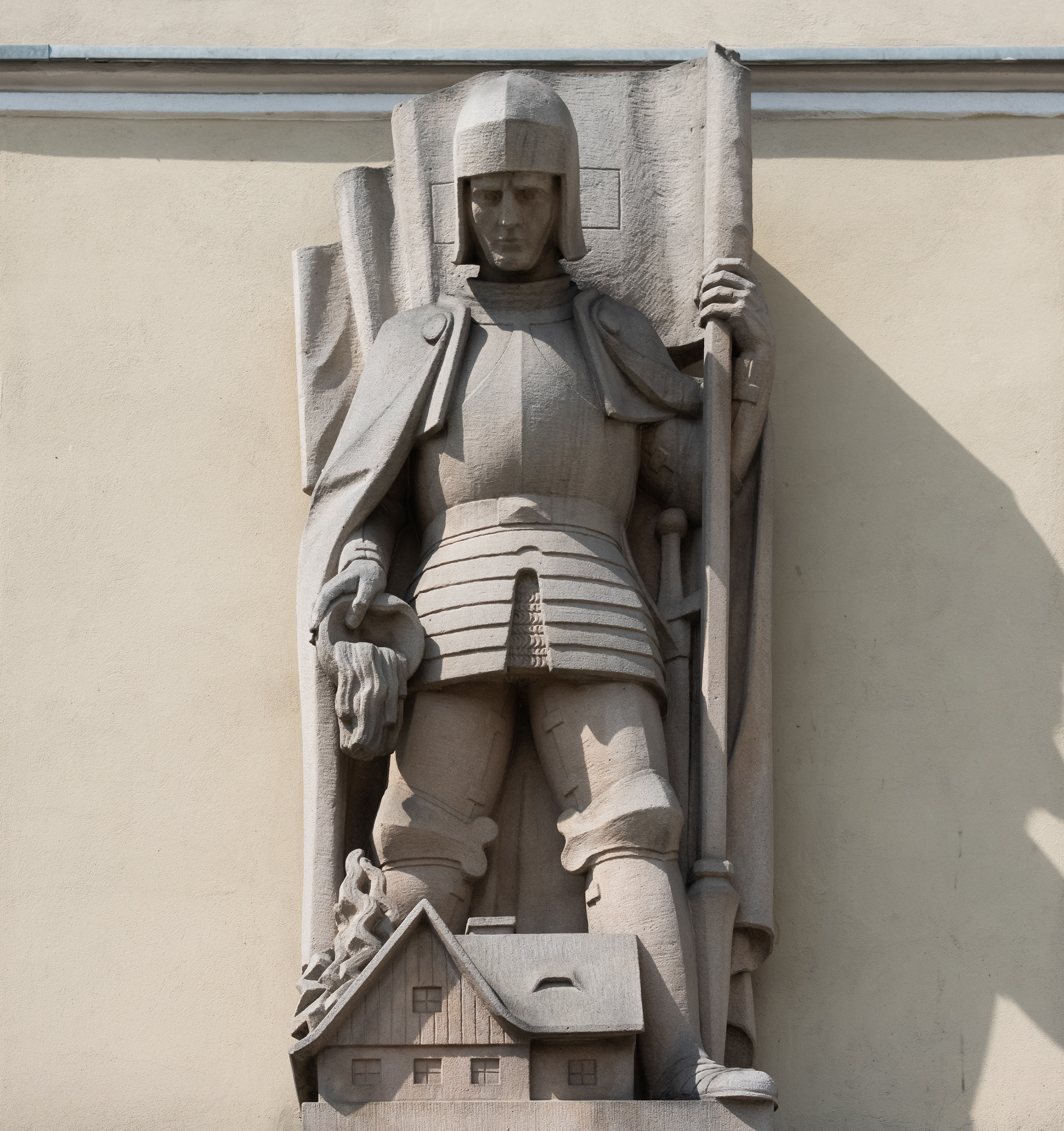
Św. Florian w Kłodzku
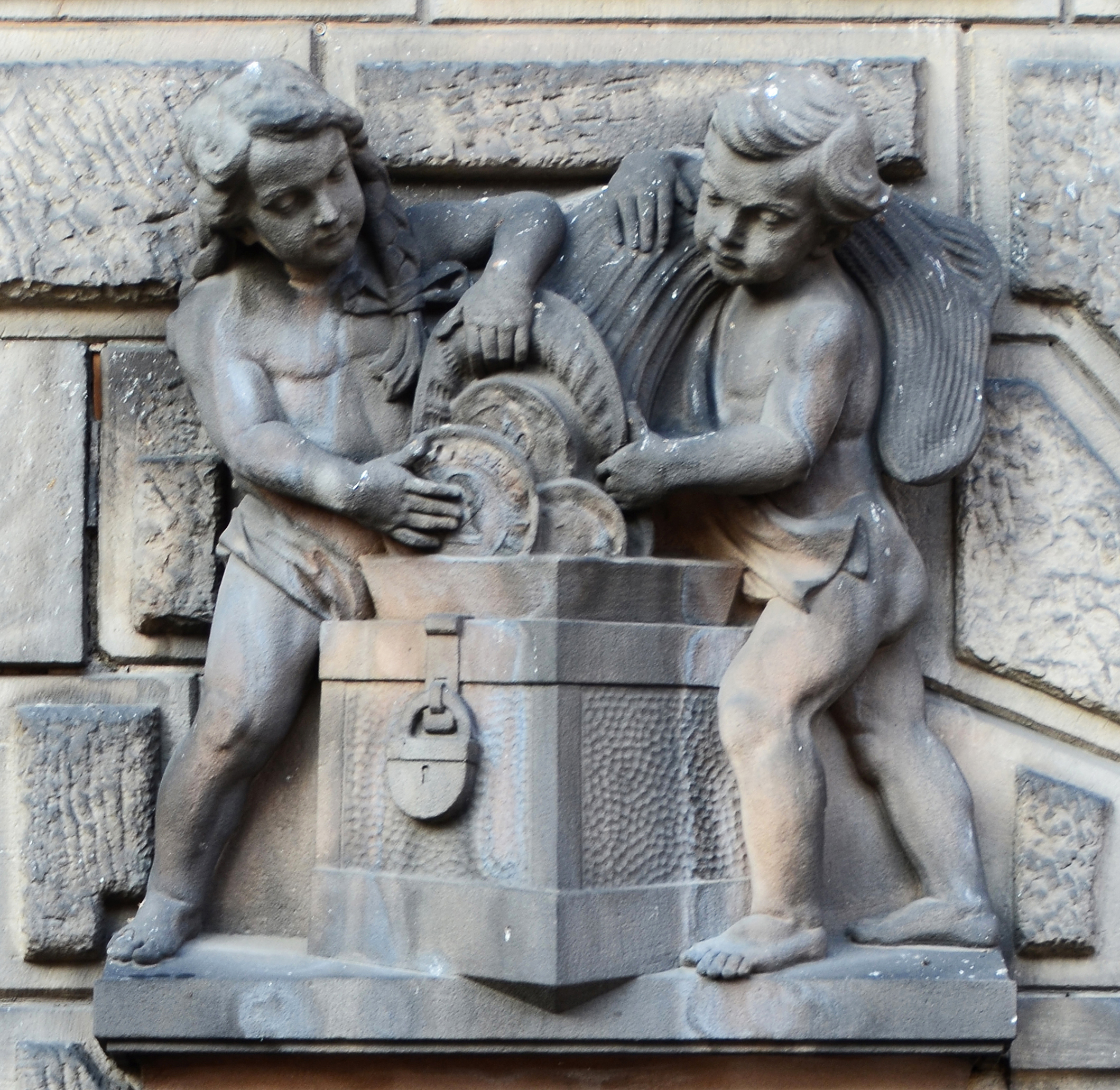
Skarbonka w Kłodzku
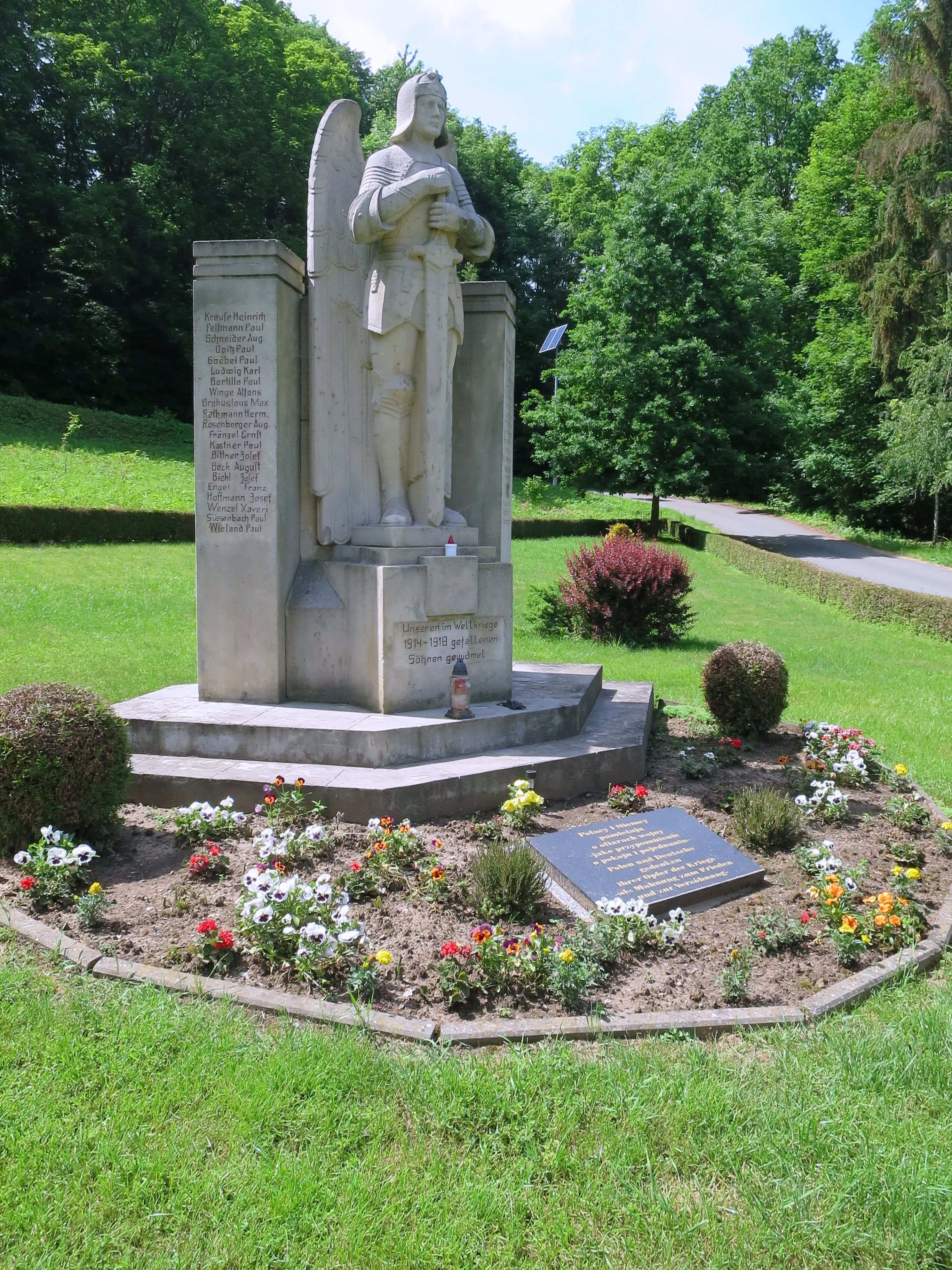
Pomnik przy kościele w Szlejowie Dolnym
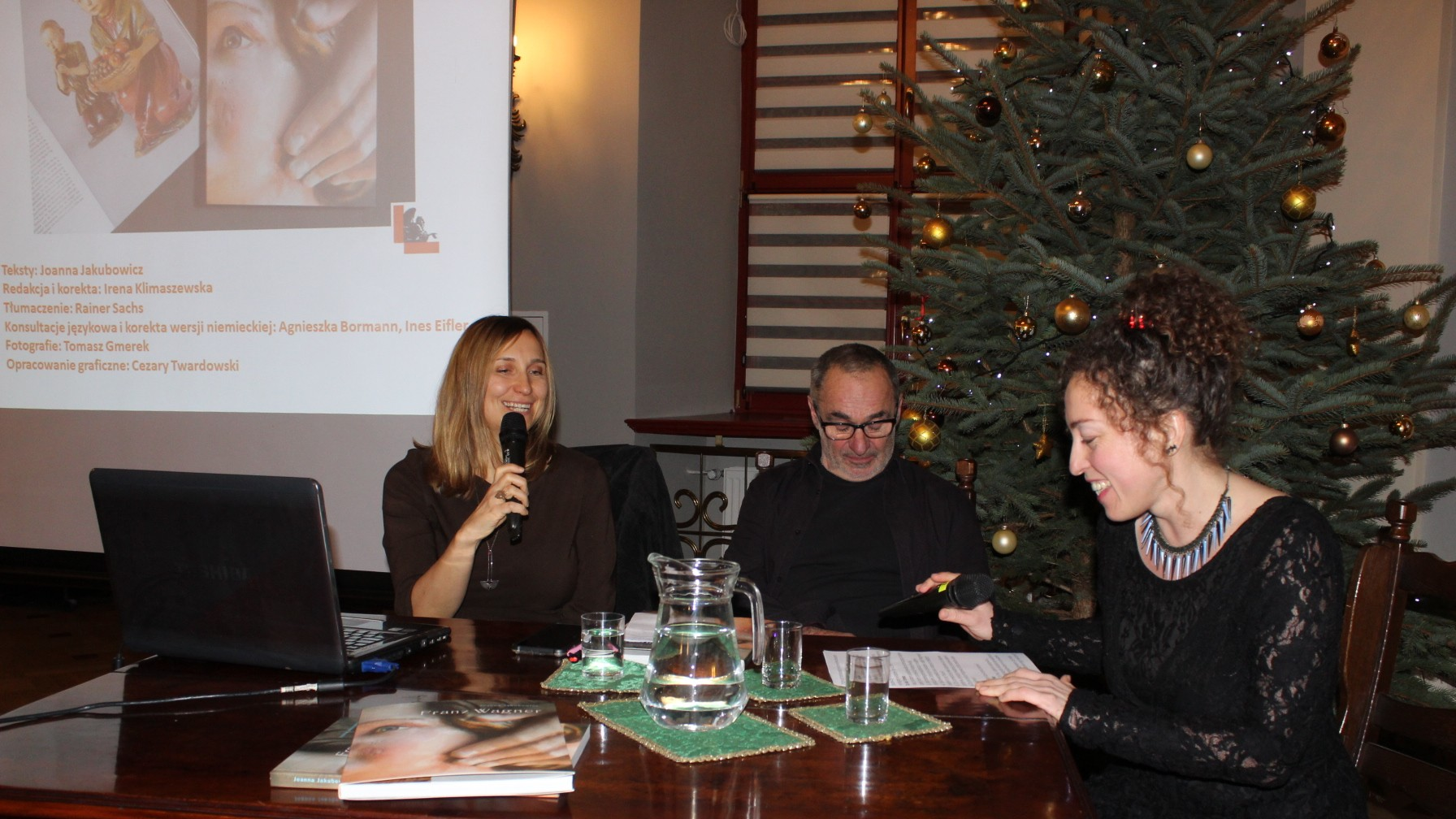
Spotkanie promujące książkę o rzeźbiarzu